# 尹奇鉉
尹 奇絃（ユン・ギヒョン、1942年9月19日 - ）は、韓国、日本の囲碁棋士。ソウル出身、韓国棋院所属、加納嘉徳、木谷實門下、九段。国手戦優勝2回など。

## 経歴
1959年入段。成均館大学卒業。1962年、四段で最高位戦で趙南哲に挑戦。1963、64年、第1、2回青少年杯戦優勝。1964年覇王戦準優勝。1968年に渡日し、加納嘉徳九段、木谷實九段に入門し、1970年帰国。1971年に国手戦で金寅七段に挑戦し、3-2でタイトル獲得、翌年も防衛する。1987年、韓国で5人目の九段。1991年、東洋証券杯世界選手権戦出場。1996、98年、三星火災杯世界オープン戦出場。1997年、LG杯世界棋王戦出場。2006年、中日韓三国囲棋元老戦に金寅、河燦錫とともに出場、宮本直毅、陳祖徳に敗れる。
第9-10、12-15期棋士会会長。その後韓国棋院理事を務める。1981年から韓国経済新聞観戦記担当。1982年から95年まで、MBCテレビ囲碁解説担当。韓国囲碁リーグ戦では、2007年から大房ノーブルランド監督。

### タイトル歴
- 青少年杯戦 1963、64年
- 国手戦 1971-72年

### その他の棋歴
- 最高位戦 挑戦者 1962年
- 覇王戦 準優勝 1964年、挑戦者 1971、76年
- 国手戦 挑戦者 1964、66、67年
- 青少年杯戦 準優勝 1967年
- 名人戦 1976年